# PC World (przedsiębiorstwo)
PC World – brytyjska sieć sklepów ze sprzętem i oprogramowaniem komputerowym, artykułami RTV oraz sprzętem fotograficznym, należąca do spółki Dixons Retail.
W 2008 roku sieć PC World liczyła 158 sklepów na terenie Wielkiej Brytanii. W tym samym roku otwarty został pierwszy połączony sklep PC World i Currys. W 2010 roku funkcjonowało 57 takich obiektów.